# Trójkąt Codmana

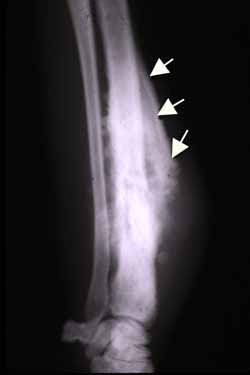
Trójkąt Codmana

Trójkąt Codmana, mankiet Codmana, ostroga Codmana (ang. Codman triangle) – trójkątny obszar powstającej podokostnowo kości tworzący się w wyniku działania różnych zmian, często guzów odwarstwiających okostną od kości.
Główne przyczyny to: mięsak kościopochodny, mięsak Ewinga, ropień podokostnowy.
Eponim honoruje amerykańskiego lekarza Ernesta Armory Codmana (1869-1940).